# Tumeur desmoïde
La tumeur desmoïde (ou « fibromatose agressive », « fibromatose desmoïde ») (de desmos : « tendon ») correspond à une prolifération myofibroblastique monoclonale produisant en abondance du tissu collagène hyalinisé de type desmoïde, c'est-à-dire analogue au tendon. Elle est souvent mal limitée et envahit les tissus avoisinants, ce qui rend son exérèse large difficile. Le risque de récidive après chirurgie d'exérèse est très variable selon les études, ce qui rend difficile le choix de leur traitement optimal. La tumeur desmoïde n'a pas de potentiel métastatique.
La tumeur desmoïde se développe préférentiellement dans les grands droits de l'abdomen après une opération ou une grossesse, mais peut se développer aussi sur les membres, ou niveau du cou ou au niveau du mésentère.

## Histologie
Ce sont des tumeurs bénignes (à agressivité locale) du tissu conjonctif se caractérisant par une prolifération de fibroblastes, associées à une production de matrice extracellulaire notamment collagène. Il existe des formes à localisations multiples (formes « multifocales »).
Malgré leur caractère bénin, il s’agit de tumeurs à caractère localement agressif car elles peuvent envahir les muscles. Leur croissance demeure souvent relativement lente, étalée sur plusieurs mois voire plusieurs années.
En microscopie optique, le tissu est composé de cellules fusiformes, séparées par un tissu collagène abondant. Le plus souvent, il est facile de différencier la tumeur desmoïde d’un sarcome (cancer des tissus mous) car les cellules de la tumeur desmoïde ne présentent pas d'atypie cellulaire et ont un index mitotique faible.
La tumeur infiltre volontiers les tissus avoisinants, en particulier musculaires, et ses limites par rapport aux tissus sains, sont souvent mal identifiées.

## Causes
Elles sont inconnues mais un certain nombre de facteurs de risque ont été identifiées.

### Polypose adénomateuse familiale
Dans la majorité des cas, les tumeurs desmoïdes surviennent spontanément, en dehors de tout contexte héréditaire ; on parle alors de tumeurs desmoïdes « sporadiques ».
Dans certains cas, la tumeur desmoïde coïncide avec une maladie génétique : la polypose adénomateuse familiale. C’est une maladie rare, familialement transmissible et généralement liée à une mutation du gène APC (Adenomatous Polyposis Coli). Elle est caractérisée par l’existence de polypes disséminés le long de la paroi colorectale ou ailleurs dans le système digestif. Les polypes apparaissent le plus généralement entre l’âge de 20 et 30 ans et font courir le risque de dégénérescence sous forme d’un adénocarcinome colique avant l’âge de 40 ans. Ce risque de dégénérescence amène le plus souvent à enlever préventivement le côlon (colectomie subtotale), voire le rectum.
Dans ce contexte de polyposes, les tumeurs desmoïdes sont fréquentes (10 à 15 % des patients atteints de polypose) et le plus souvent mésentériques. Elles surviennent soit dans un contexte de polypose connu, notamment après une chirurgie, soit elles sont le premier signe de cette maladie familiale. C’est pourquoi chez un patient atteint de tumeurs desmoïdes, il peut être recommandé de rechercher une polypose colique par coloscopie.
Dans tous les cas, la consultation d’un oncogénéticien est conseillée.

### Autres facteurs de risque

#### Facteurs génétiques
Une mutation sur le gène CTNNB1 est retrouvé dans un peu moins de 9 cas sur 10, une atteinte du gène APC étant parfois identifiée dans les autres cas.

#### Facteurs hormonaux
Cette hypothèse repose sur les observations suivantes[réf. souhaitée] :
- survenue plus fréquente de tumeurs desmoïdes chez la femme avant la ménopause ;
- survenue de tumeurs desmoïdes dans un contexte de grossesse précédant l’apparition de la tumeur ou dans l’année qui suit la grossesse, en particulier après une césarienne ;
- régression spontanée possible de la tumeur desmoïde à la ménopause ;
- efficacité de certaines thérapeutiques anti-hormonales ;
- présence de certains récepteurs des hormones dans les cellules tumorales.

Ces observations font penser que des facteurs hormonaux (œstrogènes sécrétés par les ovaires) favorisent le développement de tumeurs desmoïdes.

#### Facteurs traumatiques
Les traumatismes, qu’ils soient chirurgicaux ou physiques (chocs accidentels), sont souvent évoqués comme une possible cause de l’apparition de tumeurs desmoïdes. La littérature scientifique rapporte en effet des cas de tumeurs desmoïdes apparaissant sur des cicatrices de plaies ou faisant suite à une opération chirurgicale, sur des sites d’implantation de trocarts de cœlioscopie ou après mise en place de prothèses mammaires en silicone.
Plusieurs patients ont rapporté l’existence de tumeurs desmoïdes survenues à la suite d'un choc physique. Le lien de causalité entre une lésion post-traumatique et la survenue des tumeurs desmoïdes est un phénomène difficile à démontrer mais parait très probable.
Le mécanisme évoqué serait un dérèglement du fonctionnement cellulaire lors de la cicatrisation.

## Clinique

### Terrain
Elles peuvent survenir à tout âge de la vie, dès la petite enfance. Elles sont alors surtout situées dans les membres, la tête et le cou. Chez le jeune adulte, il existe une nette prédominance féminine, à dominante abdominale.

### Localisations préférentielles
On distingue schématiquement les tumeurs extra-abdominales (membres, cou, thorax), les tumeurs de la paroi abdominale et les tumeurs intra-abdominales (ou mésentériques).
En fait, les tumeurs desmoïdes peuvent survenir sur tous les muscles, mais on les observe plus particulièrement au niveau des membres, où elles touchent fréquemment l’épaule et le tronc (thorax, abdomen, bassin).

### Symptomatologie
Les tumeurs desmoïdes se manifestent généralement par différents symptômes :
- tuméfactions palpables (« boules »), de taille variable, parfois très volumineuses ;
- douleurs d’origines multiples (musculaires, abdominales, nerveuses…), dans certains cas très aiguës qui peuvent nécessiter un traitement antalgique voire une consultation dans un centre anti-douleur[4] ;
- gênes fonctionnelles par compression des nerfs ou des organes ;
- présence de polypes, de kystes sébacés qui font fortement évoquer une polypose adénomateuse familiale.

Les symptômes généraux sont fréquents et entraînant une baisse de la qualité de vie : asthénie, troubles du sommeil…

### Histoire naturelle
La tumeur desmoïde a une évolution mal connue et variable. Sans que l’on sache encore pourquoi, la tumeur desmoïde peut en effet, après une première poussée, tout autant se stabiliser progressivement, continuer à croître régulièrement ou s’arrêter d’évoluer brutalement. Elle peut même régresser.
Son évolution est globalement lente et progressive, mais des poussées soudaines peuvent parfois se manifester. En fonction de la localisation de la tumeur, cette évolution peut alors entraîner des complications plus ou moins douloureuses : inflammations, compressions de vaisseaux, de nerfs ou d’organes de voisinage (en particulier pour les tumeurs intra-abdominales), impotences fonctionnelles (réduction de la mobilité des membres par exemple).
De nouvelles tumeurs peuvent apparaître en dehors du foyer initial, restant toutefois localisée dans la même région. Les cas rapportés de tumeurs multiples ou de tumeurs récidivant sont rarissimes.
Ces tumeurs ne se transforment pas en cancer et ne donnent pas de métastases.
La grossesse peut entraîner une poussée évolutive; toutefois la grossesse reste possible sous certaines conditions.

## Bilans complémentaires

### Imagerie
L'échographie est un examen simple permettant de confirmer la présence d'une masse « tissulaire » ; l'échographie permet aussi de mesurer la taille des lésions superficielles.
Le scanner, pour les tumeurs desmoïdes intra-abdominales, ou l’IRM, pour les autres tumeurs desmoïdes, sont les deux examens de choix pour visualiser la tumeur desmoïde. Ces examens permettent de suspecter une tumeur desmoïde, mais peinent à définir les limites précises de la tumeur, notamment en cas de tumeur intra-abdominale. Ils permettent en général d’établir un premier diagnostic, qui sera confirmé par l’étude histologique d’un fragment de la tumeur.

### Biopsie
L'examen au microscope d'au moins une partie de la tumeur (biopsie) est indispensable au diagnostic (examen anatomopathologique). En effet, c’est grâce à cet examen que l’identification et la nature des lésions peuvent être déterminées avec précision ; le diagnostic est alors posé.
Lors d’une intervention chirurgicale, le chirurgien peut enlever la tumeur (on parle dans ce cas d’exérèse) ou réaliser une simple biopsie. Les tissus sont toujours analysés par des médecins spécialisés en anatomopathologie, les anatomopathologistes (ou pathologistes).

## Diagnostics différentiels
Il existe d’autres fibromatoses plus superficielles et moins agressives, comme la maladie de Dupuytren qui atteint la paume des mains, la fibromatose digitale infantile (en) ou certaines fibroses réactionnelles à un traumatisme par exemple.

## Traitement
La prise en charge de la maladie a fait l'objet de la publication des recommandations. Celles, européennes, datent de 2017.

### Chirurgie
La chirurgie n'est plus recommandée comme le traitement systématique des tumeurs desmoïdes. Il est toujours difficile de considérer que l'exérèse est large et complète et de ce fait il existe un risque de 40 à 60 % de récidive locale. L'approche de 1re intention est la surveillance active avec des IRM régulières, seules les tumeurs desmoïdes s'aggravant justifient un traitement, qui n'est pas obligatoirement chirurgical,.

### Radiothérapie
La place de la radiothérapie est discutée dans la prise en charge des tumeurs desmoïdes. Elle pourrait être indiquée en cas de résection incomplète de la tumeur, et diminuerait le risque de rechute locale, ou pour contrôler la croissance d'une tumeur non opérable, de par sa localisation ou un terrain fragile du patient.

### Autres
En cas de tumeur jugée inopérable, de progression ou de rechute, de nombreux traitements médicaux peuvent être proposés mais l’évaluation de leur réel bénéfice reste difficile. À l’image de la progression lente de la tumeur, tous les médicaments proposés n’induisent pas, dans la plupart des cas, une régression immédiate de la tumeur mais plutôt un ralentissement ou un arrêt de son évolutivité dans un premier temps, la régression pouvant ne survenir que beaucoup plus tard, des mois après la prise du traitement.

#### Traitement antihormonaux
Comme il a été précisé précédemment, il existe des arguments pour penser que ces tumeurs peuvent se développer sous l’influence d’hormones comme les œstrogènes et la progestérone.
Il apparaîtrait donc logique de proposer des médicaments de type « anti-estrogènes » comme le tamoxifène ou «progestatifs fortement dosés» comme la médroxyprogestérone. Ces produits sont utilisés seuls ou en association, parfois avec des anti-inflammatoires en général non stéroïdiens.
Ces traitements sont souvent efficaces sur la douleur ou d’autres symptômes, mais la régression objective est moins fréquente même si des cas rares de rémission complète sont rapportés.

#### Anti-inflammatoires
Les anti-inflammatoires non stéroïdiens sont fréquemment utilisés car ces tumeurs fabriquent des substances qui semblent avoir un rôle dans les mécanismes inflammatoires. Le sulindac est le médicament le plus fréquemment utilisé. Plus récemment un autre type d’anti-inflammatoires a été utilisé, comme le célécoxib (ou Celebrex), principalement en raison de sa meilleure tolérance par rapport aux anti-inflammatoires traditionnels comme le sulindac. Cependant la survenue de problèmes cardio-vasculaires en a réduit l’utilisation de façon prolongée.

#### Chimiothérapies
Les médicaments de « chimiothérapie cytotoxique », utilisés pour la prise en charge médicale des tumeurs malignes ont cependant été utilisés dans les formes récidivantes ou progressives de tumeurs desmoïdes.
Des associations de médicaments donnés de façon hebdomadaire à faibles doses (vinblastine et méthotrexate) permettent des traitements de longue durée. Une chimiothérapie généralement utilisée pour traiter les sarcomes, plus intensive et plus courte, est parfois proposée dans les formes très évolutives ou après échec des premiers médicaments.
Dans certains cas de tumeurs desmoïdes inopérables localisées dans les membres, il est proposé de faire des perfusions localisées d’agents anticancéreux au niveau du membre atteint.
Il n’existe pas actuellement de consensus sur le meilleur des traitements.

#### Inhibiteurs de la tyrosine kinase
Les cellules de certaines tumeurs desmoïdes expriment en grande quantité sur leur surface des récepteurs de facteurs de croissance et des molécules permettant l’adhésion entre cellules, qui contribuent parfois à la croissance tumorale.
L’imatinib (Glivec) a montré des résultats encourageants dans deux études parallèles, l’une conduite en France et l’autre aux États-Unis. la réponse est toutefois partielle.
Le sorafénib a une certaine efficacité dans les cas évolués.

#### Autres
Les inhibiteurs de la sécrétase gamma  constituent une piste de recherche.